# Short Seamew
El Short SB.6 Seamew fue un avión británico diseñado en 1951 por David Keith-Lucas de Shorts, como una plataforma antisubmarina ligera para reemplazar al Grumman Avenger AS.4 del Fleet Air Arm (FAA) de la Marina Real, en la rama de la Reserva del servicio. Voló por primera vez el 23 de agosto de 1953, pero, debido al bajo rendimiento, junto con la cambiante doctrina de defensa, nunca entró en servicio y sólo habían volado 24 aviones de producción antes de que se cancelara el proyecto. Se le ha descrito como un "camello entre caballos de carreras".

## Diseño y desarrollo
El Short Seamew fue seleccionado para cubrir la Especificación M.123D del Almirantazgo por un avión antisubmarino simple y ligero, capaz de operar sin asistencia desde cualquiera de los portaaviones de la Marina Real en todas las condiciones, excepto en las peores, en particular los portaaviones de escolta, que el Reino Unido todavía poseía en cantidades considerables, procedentes de la Segunda Guerra Mundial. Aunque fue diseñado específicamente para realizar operaciones navales, el Seamew también estaba destinado a ser usado en tierra por parte de la RAF. Debía ser adecuado para la producción en masa y para ser operado por parte de la Rama Aérea de la Real Reserva Naval Voluntaria (RNVR). Esta especificación fue definida en respuesta al alarmante aumento de las capacidades de las fuerzas submarinas soviéticas después de la Segunda Guerra Mundial.
Se encargaron tres prototipos en abril de 1952, y el primer vuelo (del XA209), pilotado por el piloto de pruebas líder de escuadrón Walter J. "Wally" Runciman, tuvo lugar el 23 de agosto de 1953. Este mismo avión, también pilotado por Runciman, participó en el Salón Aeronáutico de Farnborough de 1953, tres semanas después. En 1954, tanto el XA209 como el segundo prototipo (XA213) participaron en Farnborough, donde al año siguiente ambos prototipos y dos modelos AS Mk 1 de producción (XE171 y XE172) realizaron una exhibición de formación.
Runciman voló con el cuarto prototipo del Seamew (XE175) en una serie de giras de ventas en 1956 a Italia (marzo), Yugoslavia (abril) y Alemania Occidental (mayo). Fue este mismo avión en el que Runciman murió cuando se estrelló durante la Exhibición Aérea de Sydenham (Belfast) el 9 de junio de 1956, cuando intentaba realizar un rizo. En aquel momento circularon rumores de que el accidente se había producido por un fallo del material, pero la comisión de investigación de accidentes no los confirmó.
El MR Mark 2 para uso del Mando Costero era similar en todos los aspectos al AS Mk 1, excepto que estaba optimizado para uso en tierra desde pistas de aterrizaje preparadas apresuradamente. Se eliminó el equipo naval, aunque se mantuvo el plegado manual de las alas. Ligeramente más pesado que la versión naval, el MR Mk 2 poseía neumáticos de baja presión de gran tamaño y podía transportar una mayor carga de armas.

### Diseño

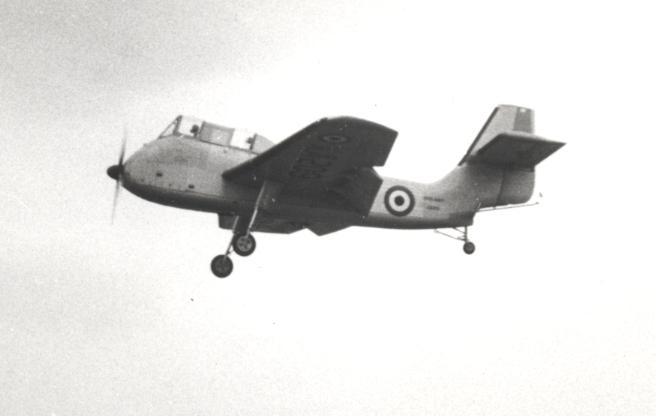
Prototipo Seamew XA209, acabado en metal natural, aterrizando en el Salón SBAC de Farnborough, en septiembre de 1953.

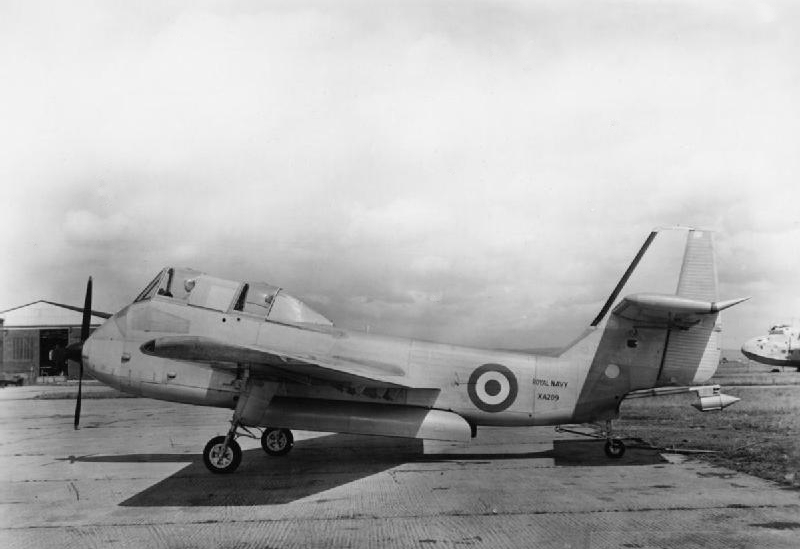
Prototipo XA209, sin radomo, 1953.

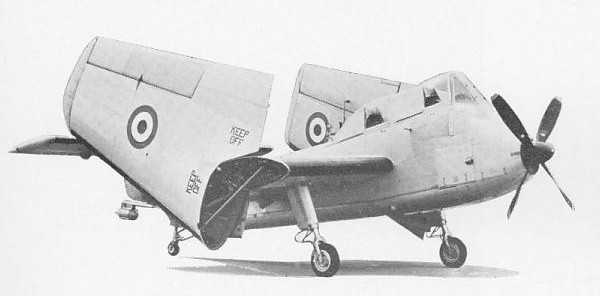
Prototipo XA209 con alas plegadas.

El piloto y el observador estaban ubicados en cabinas en tándem situadas en la zona superior de la parte delantera del estrecho y alto fuselaje, creando un perfil decididamente "curioso". Estaban sentados encima del turbohélice Armstrong Siddeley Mamba, delante, y de la bodega de armas, detrás. El diseño originalmente requería el probado motor de pistón Rolls-Royce Merlin, pero la Armada Real se había propuesto eliminar gradualmente los motores de pistón, para que no fuera necesario transportar suministros de combustible de aviación de alto octanaje, altamente inflamable, en grandes cantidades en los barcos. El motor turbohélice también provocaba menos vibración en la estructura del avión, por lo que el piloto podía sentarse directamente sobre él, sin un sistema de encendido del motor de pistón que habría interferido con el escáner del radar montado debajo de la carcasa del mismo. 
Por simplicidad, y para que una rueda de morro no oscureciera el campo delantero del escáner del radar, se utilizó un tren de aterrizaje fijo con rueda de cola. El largo recorrido necesario en el tren de aterrizaje principal para permitir aterrizajes pesados en la cubierta y al mismo tiempo dar al escáner del radar y a la hélice una distancia adecuada desde el suelo, resultó en una actitud alarmante en tierra y las cabinas montadas a una altura aparentemente peligrosa. Para aterrizar, la rueda de cola se extendía para poder aterrizar en una actitud más nivelada.
El piloto y el observador se sentaban muy adelante para que el piloto tuviera un campo de visión razonable hacia abajo para el despegue y el aterrizaje, y para que tanto él como el observador tuvieran un buen campo de visión para detectar embarcaciones de superficie incluso en vuelo nivelado.
Las grandes alas de cuerda ancha presentaban plegado eléctrico y soportes para transportar cohetes, cargas de profundidad, bengalas y bombas pequeñas. El gran plano de cola en forma de losa estaba montado alto en el estabilizador vertical, lo que requería dividir el timón en secciones superior e inferior. Las patas fijas del tren de aterrizaje podrían eyectarse en caso de amerizaje.
La bodega de armas tenía 4,27 m de largo y 0,91 m de ancho. Al omitir el escáner giratorio del radar, podía ampliarse hasta los 5,18 m para poder llevar armas más largas.

### Características de manejo
Las características de manejo del Seamew eran deficientes. Los prototipos fueron muy modificados con slats fijos en el borde de ataque, se agregaron slots en los flaps del borde de fuga, se realizaron alteraciones en los alerones y se añadieron slats a las raíces del plano de cola. Aunque supuso una mejora con respecto a los modelos iniciales, el manejo nunca fue del todo satisfactorio. Arthur Pearcy escribió que "sólo el piloto de pruebas de Short Brothers, Wally Runciman, parecía capaz de burlar sus tendencias viciosas y explotar su maniobrabilidad latente hasta el límite".
La velocidad de pérdida del Seamew era de 50 nudos y sólo requería el 50% de la potencia del motor para mantener el vuelo. Runciman dijo que "el despegue y el aterrizaje son simples y directos", "de hecho, es imposible hacer rebotar al Seamew" y que su desempeño con viento cruzado era "sobresaliente".

## Historia operacional
En febrero de 1955 se realizó un pedido de 60 aviones (divididos en partes iguales entre el FAA y la RAF), y el Seamew XA213 completó con éxito las pruebas de portaaviones en el HMS Bulwark en julio y diciembre del mismo año. Las pruebas de vuelo del servicio naval con dos Seamew se llevaron a cabo con el 700 Naval Air Squadron en noviembre de 1956, que incluyeron pruebas de catapulta y alrededor de 200 despegues y aterrizajes en el HMS Warrior.
La RAF perdió interés después de que se construyeran cuatro Mk 2 y tres de ellos se convirtieron al estándar AS.1; el cuarto (XE175) lo voló S/L W. "Wally" J. Runciman en una serie de giras de ventas en 1956 a Italia (marzo), Yugoslavia (abril) y Alemania Occidental (mayo).
Mientras tanto, la FAA decidió que los Avenger de la RNVR serían reemplazados por Seamew, pero sólo se había hecho cargo de cuatro ejemplares cuando los escuadrones de la RNVR se disolvieron en marzo de 1957, de acuerdo con el Libro Blanco de Defensa de 1957, antes de que se les asignara ningún Seamew. Siete aviones finalmente entregados al FAA fueron desguazados en RNAS Lossiemouth, y los otros 11, completos y a la espera de entrega, fueron desguazados en Sydenham. El último Seamew superviviente, el XE180, que Shorts había comprado el 31 de agosto de 1959 para instrucción en tierra en su Escuela de Formación de Aprendices, fue desguazado en 1967.
El Rolls-Royce Heritage Trust ha conservado un motor de Seamew, que se encuentra en su sucursal de Coventry.

## Variantes
SB.6 Seamew
Tres prototipos de aviones antisubmarinos, uno de ellos completado como banco de pruebas estructurales.
SB.6 Seamew AS.1
Avión antisubmarino de producción para la Armada Real, 60 aviones ordenados, posteriormente se modificaron a 30, pero sólo 24 se completaron.
SC.2 Seamew MR.2
Aviones de producción para el Mando Costero de la Real Fuerza Aérea, ruedas más grandes con neumáticos de baja presión, plegado manual de alas y sin equipo de manejo en cubierta, se encargaron 30 aviones, pero sólo se construyeron 4, que se convirtieron o completaron según el estándar AS.1.

## Operadores
Reino Unido
- Marina Real
- Real Reserva Naval

## Especificaciones (Seamew AS 1)
Referencia datos: Pearcy 1990, Flightp83

### Características generales
- Tripulación: Dos (piloto y observador)
- Longitud: 12,5 m (41 ft)
- Envergadura: 16,8 m (55 ft) (7,01 m, alas plegadas)
- Altura: 4,1 m (13,4 ft) (4,76 m, alas plegadas)
- Superficie alar: 51 m² (549 ft²)
- Peso vacío: 4443 kg (9792,4 lb)
- Peso cargado: 6532 kg (14 396,5 lb)
- Peso máximo al despegue: 6804 kg (14 996 lb)
- Planta motriz: 1× turbohélice Armstrong Siddeley Mamba.
  - Potencia: 1190 kW (1641 HP; 1618 CV)
- Hélices: Rotol de cuatro palas
- Diámetro de la hélice: 3,05 m

### Rendimiento
- Velocidad máxima operativa (Vno): 380 km/h (236 MPH; 205 kt)
- Alcance: 1210 km (653 nmi; 752 mi) (4 h a 230 km/h y 1500 m (5000 pies)[14]
- Régimen de ascenso: 8,1 m/s (1594 ft/min) (inicial)
- Despegue: 150 m a 129,5 km/h TAS con un viento de 22 km/h

### Armamento
- Bombas: 

  - 1 torpedo
  - 4 cargas de profundidad
  - Bombas A/S de 125 kg
  - 20 sonoboyas de 12,7 kg
- Cohetes: Varios subalares

### Aviónica
- Radar ASV Mk. 19B (ARI 5838)

## Aeronaves relacionadas

### Aeronaves similares
- Grumman TBF Avenger
- Breguet Alizé
- Fairey Gannet
- Ilyushin Il-20 (1948)

### Secuencias de designación
- Secuencia S_._ (interna de Short, secuencia de la SBAC): ← SB.3 - SB.4 - SB.5 - SB.6 - SB.7 - SB.8 - SB.9 - SC.1 - SC.2 - SC.3 - SC.4 - SC.5 →